# جاستن كيلر
جاستن كيلر (بالإنجليزية: Justin Keeler)‏ هو لاعب كرة قدم بريطاني، ولد في 17 أبريل 1978 في هيلينغدون ‏ في المملكة المتحدة. لعب مع نادي بورنموث.

## وصلات خارجية
- جاستن كيلر على موقع قاعدة بيانات كرة القدم.إي يو (الإنجليزية)
- جاستن كيلر على موقع Soccerbase.com (لاعب) (الإنجليزية)